# Município de Mark (condado de Defiance, Ohio)
O município de Mark (em inglês: Mark Township) é um município localizado no condado de Defiance no estado estadounidense de Ohio. No ano de 2010 tinha uma população de 908 habitantes e uma densidade populacional de 9,57 pessoas por km².

## Geografia
O município de Mark encontra-se localizado nas coordenadas 41° 17′ 47″ N, 84° 37′ 52″ O. Segundo a Departamento do Censo dos Estados Unidos, o município tem uma superfície total de 94.91 km², da qual 94,91 km² correspondem a terra firme e (0 %) 0 km² é água.

## Demografia
Segundo o censo de 2010, tinha 908 pessoas residindo no município de Mark. A densidade populacional era de 9,57 hab./km². Dos 908 habitantes, o município de Mark estava composto pelo 98,13 % brancos, o 0,11 % eram afroamericanos, o 0,33 % eram asiáticos, o 0,99 % eram de outras raças e o 0,44 % eram de uma mistura de raças. Do total da população o 3,19 % eram hispanos ou latinos de qualquer raça.